# Bubenheim (Nörvenich)

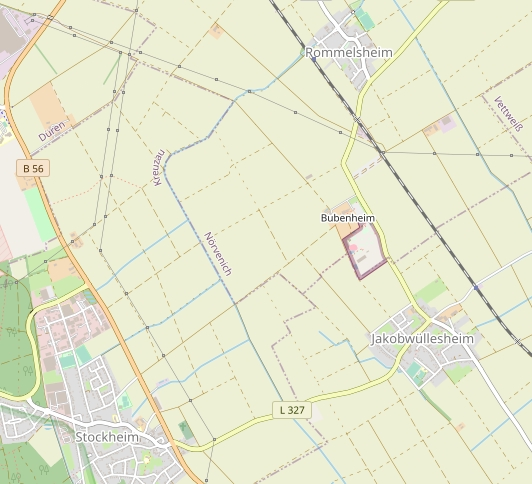
Die Lage

Bubenheim ist ein Weiler, der zwischen Rommelsheim und Jakobwüllesheim (Gemeinde Vettweiß) in der nordrhein-westfälischen Gemeinde Nörvenich im Kreis Düren liegt.
Der Weiler besteht aus drei Teilen, nämlich
- dem Bahnhof Bubenheim
- der Burg Bubenheim und
- dem Gut Bubenheim mit dem Wegekreuz Bubenheim

## Bahnhof Bubenheim
Außerhalb der Honschaft liegt der ehemalige Bahnhof Bubenheim. In den 1970er Jahren wurden die Panzer aus der Panzerkaserne in Düren (heute Automeile) hier über transportable Rampen auf Eisenbahnwaggons verladen und beispielsweise zu Manövern gebracht. Dadurch wurden die Fahrten durch die Innenstadt zur betonierten Verladerampe am Bahnhof Düren überflüssig. Man vermied so große Verkehrsbehinderungen durch die Panzerkolonnen.
Das Empfangsgebäude wurde seit 1982 nicht mehr benutzt. Bis vor wenigen Jahren war das Obergeschoss im Bahnhof noch als Wohnung vermietet. Das Gebäude wurde an die Buir-Bliesheimer Agrargenossenschaft verkauft und 2014 abgerissen.

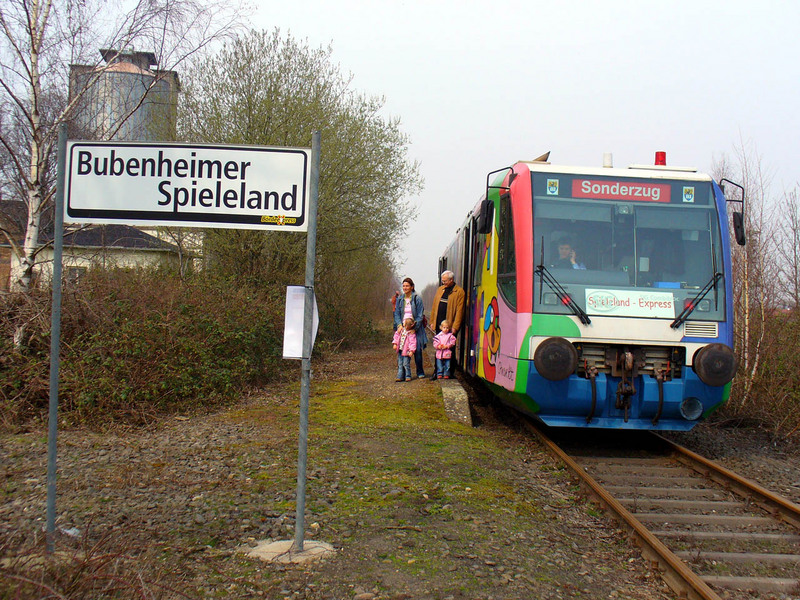
Sonderzug am Hp Bubenheim – 2007

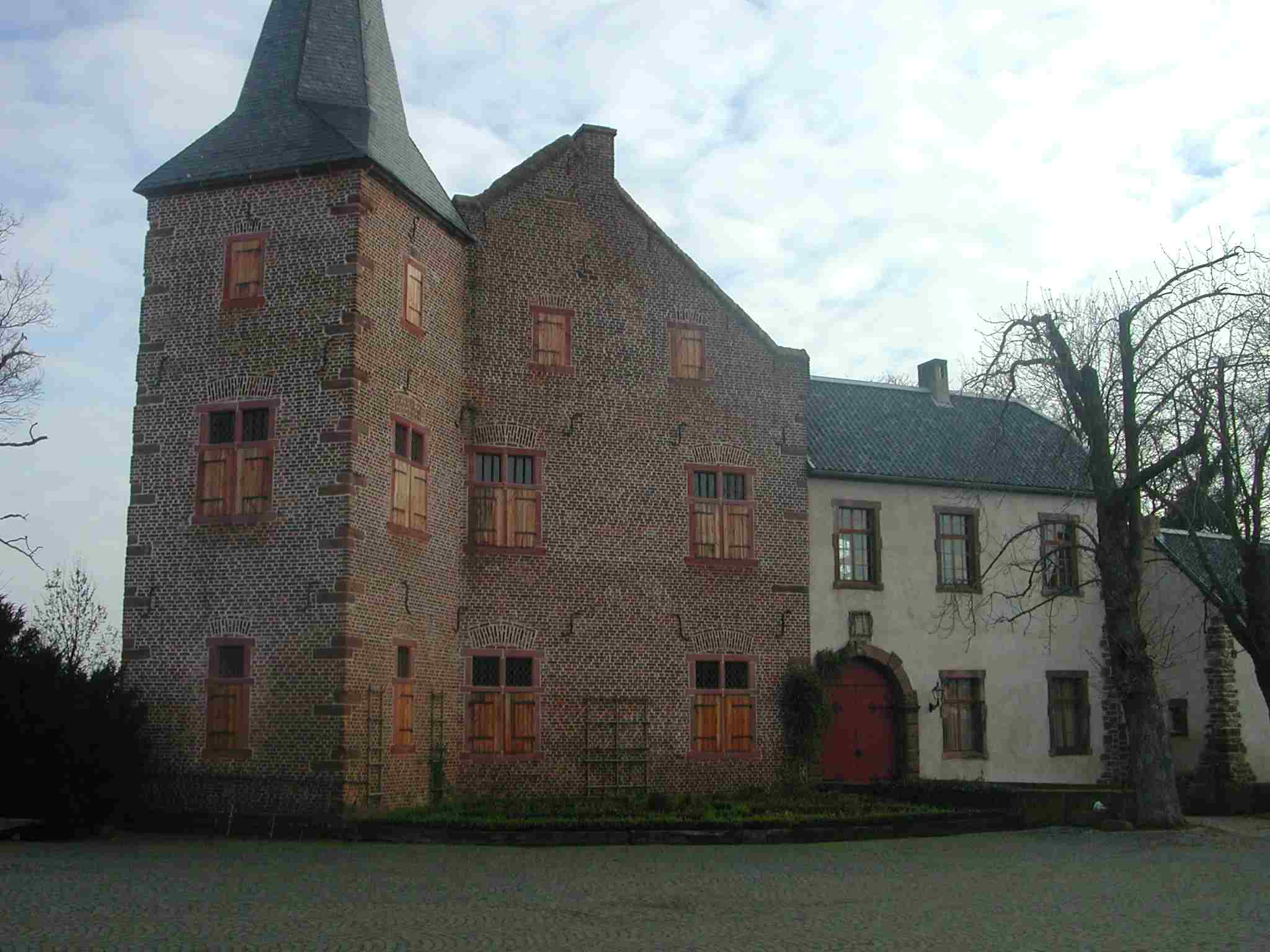
Burg Bubenheim

## Heutige Nutzung der Burg
Im vergangenen Jahrhundert wurde die Burg als landwirtschaftliches Anwesen genutzt. Heute ist die Landwirtschaft nur noch Nebenerwerb. Es können Räume und Freiflächen für gesellschaftliche Veranstaltungen gemietet oder genutzt werden, unter anderem das Bubenheimer Spieleland mit Spielgeräten, eine 3000 m² große Indoor-Spielehalle, und, jahreszeitlich bedingt, ein Maislabyrinth. In der Burg finden auch Trauungen des Standesamtes statt.
Im August 2016 wurde in der Burg ein Schulungscenter der Kreisjägerschaft Düren eingerichtet.

## Verkehr
Durch den Weiler führt die Landstraße 327. Die Bördebahn verläuft von Düren über Bubenheim nach Euskirchen. In direkter Nähe verlief die Aachen-Frankfurter Heerstraße. Sie wurde zur karolingischen Zeit als Krönungsstraße angelegt.

## Bodendenkmäler
- Wall Burg Bubenheim